# 기어스 (소프트웨어)
기어스(Gears, 이전 명칭: 구글 기어스, Google Gears)는 지금은 개발이 중단된 유틸리티 소프트웨어의 하나로, 오프라인 스토리지와 기타 추가 기능들을 웹 브라우저에 추가함으로써 더 강력한 웹 애플리케이션을 개발할 수 있도록 구글이 제공하였다. BSD 허가서로 배포된 기어스는 자유-오픈 소스이다.

## 구성 요소
기어스의 주요 API는 다음과 같다:
- 데이터베이스 모듈
- 워커풀 모듈
- 로컬서버 모듈
- 데스크톱 모듈
- 기어로케이션 모듈

## 같이 보기
- 리치 인터넷 애플리케이션
- 어도비 통합 런타임